# あちらにいる鬼
『あちらにいる鬼』（あちらにいるおに）は、井上荒野による日本の小説。『小説トリッパー』2016年冬号から2018年秋号まで連載。2019年2月7日に朝日新聞出版から刊行され、2021年11月5日に文庫化された。2022年に映画版が公開。
作者の父である井上光晴と、2021年11月9日に逝去した瀬戸内寂聴の不倫を基にしており、執筆の際に瀬戸内は協力を惜しまずに取材を受けたといい、「モデルに書かれた私が読み傑作だと、感動した名作」と絶賛した。なお、本作の映画化の報を聞いた瀬戸内はとても楽しみにしていたという。

## あらすじ
1960年代、人気作家の地位を確立した長内みはるは、社会派の作家・白木篤郎の文章に惹かれ、自ら接近して不倫関係に陥った。篤郎は、自殺未遂騒ぎを起こした愛人の始末を身重の妻・笙子に押し付けるような身勝手な男だったが、みはる自身も若い頃に愛人と駆け落ちし、夫と幼い娘を捨てた業の深い女性だった。
次々と女を作り、妻の書いた小説を自作として出版する篤郎。不倫関係は10年ほど続いたが、やがてみはるは、将来への不安から性を断ち、出家する覚悟を決めた。得度式に立ち会うよう、篤郎に勧める笙子。その夜、毛布を被って寝室に忍んで来たみはる(得度して寂光)を、篤郎は静かに帰らせた。
夫とみはるの関係は全て承知だったが、仕返しの浮気は未遂に終る笙子。尼となった寂光を笙子は笑顔で家に招き、家族と共に手作り料理でもてなした。やがて篤郎が60代で病を患い、危篤状態となると、笙子は寂光を病院へ呼び寄せ、二人で篤郎を見送るのだった。

## 登場人物
長内みはる
小説家。モデルは瀬戸内寂聴。
白木篤郎
気鋭の小説家。みはるとは徳島市内で行われた出版社主催の講演会前に知り合う。モデルは井上光晴。
岸光太郎
みはると白木に同行した小説家で、殊更篤郎に心酔している。小説の中でみはるが楽しみにしていたのが岸に会うことだったとある。
真二
みはると同棲している男性。小説の中でみはるはこの男と付き合うために夫と子を棄てたと告白している。
白木笙子
篤郎の妻。原稿用紙の升目を埋めていくのが苦手な夫に代わり、夫がノートに書いた小説を原稿用紙に清書している。
ヤエ
白木家の家政婦。
白木サカ
篤郎の祖母。母親に代わり、篤郎を育てた。
白木海里
篤郎と笙子の娘(長女)。
白木焔(ほむら)
篤郎と笙子の娘(次女)。

## 書誌情報
- 井上荒野『あちらにいる鬼』
  - 単行本：2019年02月7日発売、朝日新聞出版、ISBN 978-40-225-1591-9
  - 文庫本：2021年11月5日発売、朝日文庫、ISBN 978-40-226-5017-7

## 映画
2022年11月11日に公開された。監督は廣木隆一、主演は寺島しのぶと豊川悦司。R15+指定。

### キャスト
- 長内みはる - 寺島しのぶ
- 白木篤郎 - 豊川悦司
- 白木笙子 - 広末涼子
- 白木海里 - 諏訪結衣[5]
- 白木焔 - 太田結乃[6]
- 小桧山真二 - 高良健吾[7]
- 秦 - 村上淳[7]
- 坂口初子 - 蓮佛美沙子[7]
- 矢沢祥一郎 - 佐野岳[7]
- 新城 - 宇野祥平[7]
- 白木サカ - 丘みつ子[7]
- 夏子
- 麻美
- 高橋侃
- 片山友希
- 蒔子 - 長内映里香
- 輝有子
- 古谷佳也
- 山田キヌヲ

### スタッフ
- 原作 - 井上荒野『あちらにいる鬼』（朝日文庫）
- 監督 - 廣木隆一
- 脚本 - 荒井晴彦
- 音楽 - 鈴木正人
- エンディングテーマ曲 - 浜田真理子「恋ごころ」（美音堂）
- 製作 - 中西一雄、小西啓介、津嶋敬介、池邉真佐哉
- 企画・プロデュース - 井上竜太
- プロデューサー - 小室直子、小西啓介
- ラインプロデューサー - 湊谷恭史
- 撮影 - 桑原正祀
- 照明 - 北岡孝文
- 録音 - 深田晃
- 美術 - 丸尾知行
- 装飾 - 吉村昌悟、藤田徹
- スタイリスト - 高橋さやか
- 衣装 - 新井正人
- ヘアメイク - 永江三千子
- ポスプロスーパーバイザー - 佐藤正晃
- 編集 - 野本稔
- VFXスーパーバイザー - 大萩真司
- 音響効果 - 佐藤祥子
- 記録 - 菅谷雪乃
- 助監督 - 木ノ本浩平
- 制作担当 - 中島正志
- スチール - 蒔苗仁
- 音楽プロデューサー - 安井輝
- 宣伝プロデューサー - 赤木千寿子
- 配給・宣伝 - ハピネットファントム・スタジオ
- 制作協力 - ダーウィン
- 企画・制作 - ホリプロ
- 製作幹事 - カルチュア・エンタテインメント
- 製作 - 「あちらにいる鬼」製作委員会（カルチュア・エンタテインメント、ハピネットファントム・スタジオ、ホリプロ、毎日放送）